# Papirus Ebersa

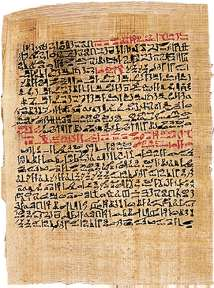
Papirus Ebersa – fragment

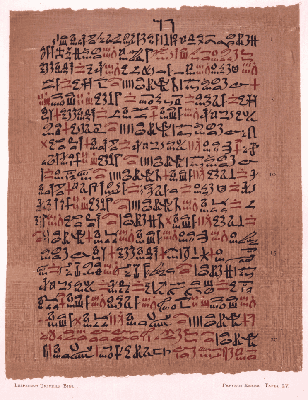
Inny fragment

Papirus Ebersa – staroegipski papirus medyczny, napisany najpóźniej około 1550 r. p.n.e., zakupiony od pewnego Araba przez niemieckiego egiptologa Georga Ebersa w 1873. Sprzedający twierdził, że znalazł ten zwój w 1862 r. między nogami dobrze zachowanej mumii w Tebach. 
Papirus Ebersa ma postać zwoju długości 20,23 m ze 108 rozdziałami, z których każdy posiada po 20-22 wiersze. Zawiera informacje z zakresu chorób wewnętrznych, chirurgii i stosowania minerałów i licznych roślin leczniczych do celów medycznych. Jego fragmenty są odpisem z o wiele starszych źródeł. Zaopatrzony jest w przybliżony spis treści i komentarze, zawiera szereg nieznanych nam określeń, najprawdopodobniej fachowych terminów medycznych oraz nazw leków. Wymieniono w nim około 700 lekarstw i podano 800 sposobów ich przyrządzania. Na odwrocie papirusu zawarte są notatki kalendarzowe, pozwalające ustalić przybliżoną datę jego powstania. 
Ebers opisał swoje znalezisko w wydanej w 1875 w Lipsku w dwóch tomach publikacji pod tytułem „Papirus Ebersa, hermetyczna księga o lekach Egipcjan, w piśmie hieratycznym”. Pierwszego przekładu tego papirusu dokonał Niemiec H. Joachim w 1890.